# Гімназія № 315 (Київ)
Гімназія №315 — гімназія у Києві з поглибленим вивченням іноземних мов.

## Історія розвитку
Відкриття середньої загальноосвітньої школи № 315 відбулося у 1994 році; У 1999 році школа отримала статус «Спеціалізована школа з поглибленим вивченням іноземних мов»; З 2001 року шкільне наукове товариство «Джерело» стало колективним членом Малої академії наук України; У 2003 році школа отримала статус гімназії та нову назву «Гімназія № 315 з поглибленим вивченням іноземних мов». Гімназія стала учасницею проекту Асоційованих шкіл ЮНЕСКО з 2004 року; З 2006 року в гімназії працює басейн. Гімназія з 2007 року є колективним членом Української Ради Миру.

## Навчально-виховна та наукова діяльність
Навчально-виховна та наукова діяльність забезпечує:
- забезпечення базової загальноосвітньої підготовки за гуманітарно-лінгвістичним спрямуванням;
- вивчення інших загальноосвітніх предметів через систему спеціалізованих курсів;
- наукова організація навчального процесу;
- впровадження у навчально-виховний процес новітніх навчальних технологій та сучасних педагогічних знахідок.
- отримання базової та повної середньої освіти учнів з можливістю поглибленого диференційованого вивчення англійської мови — І-IV класи; англійської як основної, французької або німецької як другої іноземної — V–XI класи;
- реалізація індивідуального творчого та наукового потенціалу дітей через систему факультативних занять, гуртків, учнівських об'єднань, творчих лабораторій;

## Творчі колективи
- Англомовний театр «Magic World»;
- Гурток декоративно-ужиткового мистецтва «Модерн»;
- Клуб карате-до «Леон»;
- Школа-студія бальних танців «Лідер-А»;
- Театр «Крок у майбутнє»;

## Досягнення гімназії
Гімназія триразовий переможець міського конкурсу «Діалог держав: партнерство в освіті», дворазовий переможець міських спортивних змагань «Нащадки козацької слави», багаторазовий учасник Міжнародної науково-практичної конференції «Intel-Авангард» (Москва) та Відкритої гуманітарної конференції «Вишгород». Театр «Крок у майбутнє» — триразовий лауреат міського конкурсу шкільних театральних колективів «Срібне джерело», учасник міжнародного фестивалю дитячих театральних колективів в Анкарі, Туреччина. Випускники гімназії 2009 р. посіли ІІІ місце на загальноміському конкурсі «Київський вальс».

## Партнери гімназії
- Київський методичний центр «Макміллан», представник британського видавництва навчальної літератури «Макміллан-Хайнеман»;
- Національний педагогічний університет імені Михайла Драгоманова;
- Київський університет імені Бориса Грінченка
- ДЮСШ № 21 (директор — Заслужений тренер України, Заслужений працівник фізичного виховання та спорту України, чемпіон світу В.Кершков).
- благодійний фонд «Knightswood Trust» (Шотландія);
- Фонд «Українсько-шотландський проект»;
- Ліцей Iules Terry (Париж,Франція);
- Ліцей Edouard Herriot (Sainte-Savine, Франція);
- Ліборіус-гімназія (Десау, Німеччина);
- ХІ ліцей (Краків, Польща);
- Подоймська середня школа Каменського району Придністровської Молдовської Республіки;
- Старооржицька середня школа Згурівського району Київської області;
- Хімічний ліцей 1303 (Москва, Росія);
- Християнська школа (Кейптаун, Південна Африка);
- Фонд «Україна-Норвегія»;

## Сьогодення гімназії
112 викладачів:
- 25 учителів-методистів,
- 20 мають звання"старших вчителів",
- 4 вчителя-лауреатів міських конкурсів «Учитель року»,
- 47 учитель вищої кваліфікаційної категорії,
- 1 Заслужений вчитель України,
- 18 учителів, відзначених званням «Відмінник освіти України»,
- 3 вчителя зі статусом «Довіра».

1270 учнів:
- 42 призера районного та 25 призерів міського конкурсу-захисту робіт МАН;
- 53 призера районного туру ,
- 9 призерів міського та 1 призер республіканського туру Всеукраїнських учнівських олімпіад з базових дисциплін;
- 6 учнів-переможців районного туру конкурсу знавців української мови ім. Петра Яцика;
- 1 переможець Міжнародної науково-практичної конференції «Intel-Династия-Авангард 2009» (м. Москва);
- 1 призер першості України з підводного плавання.

## Фотогалерея

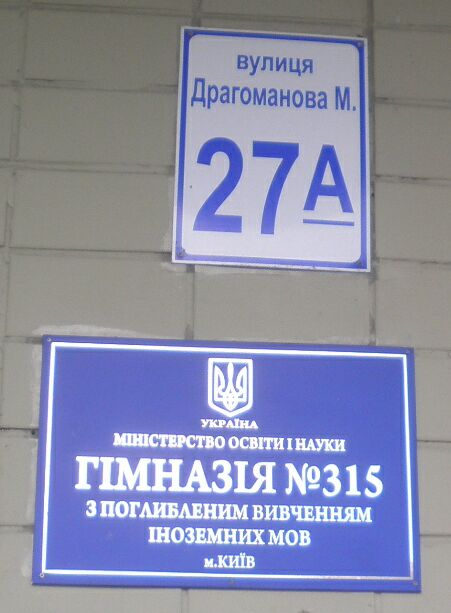
Гімназія № 315
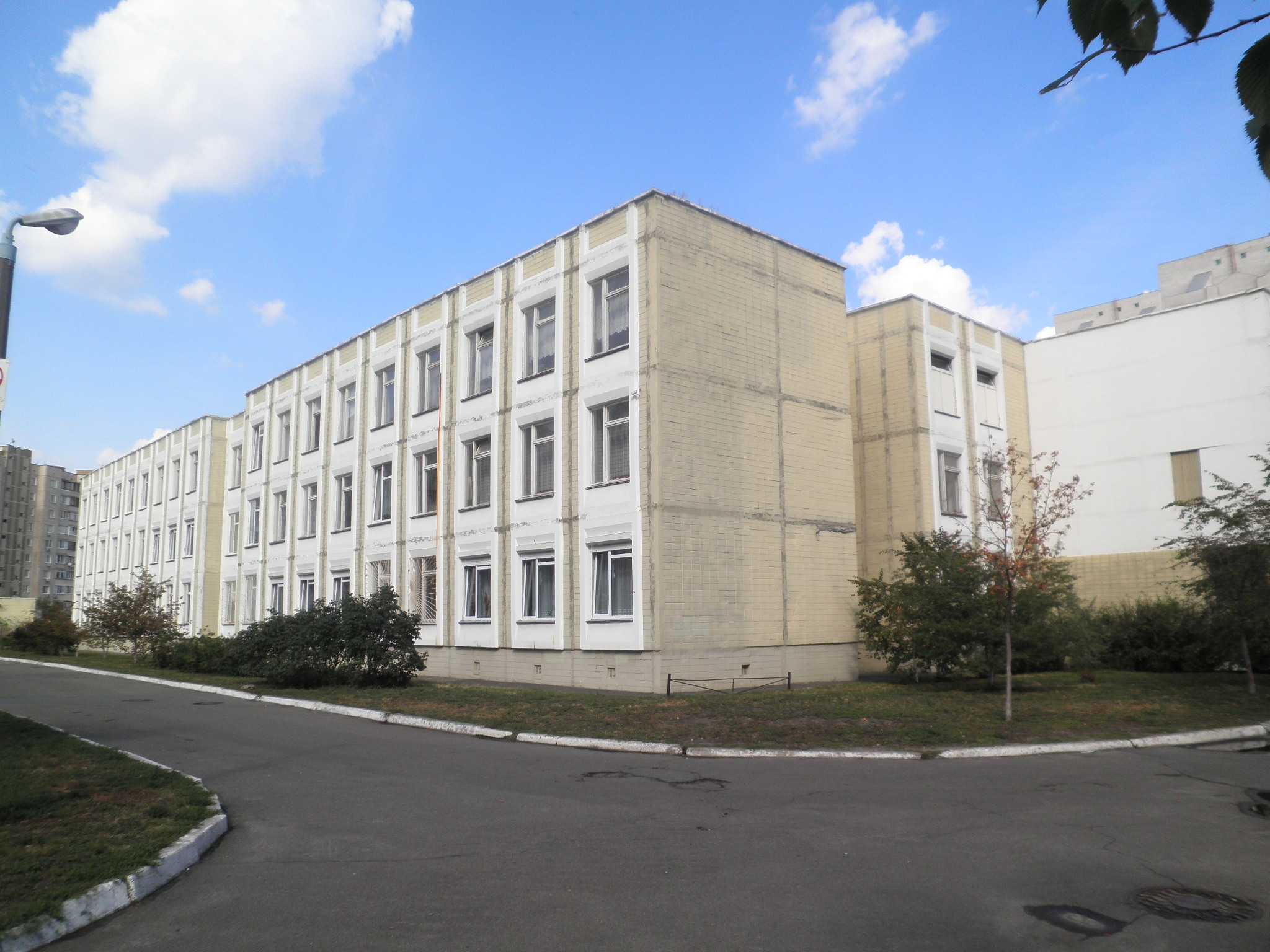
Гімназія № 315
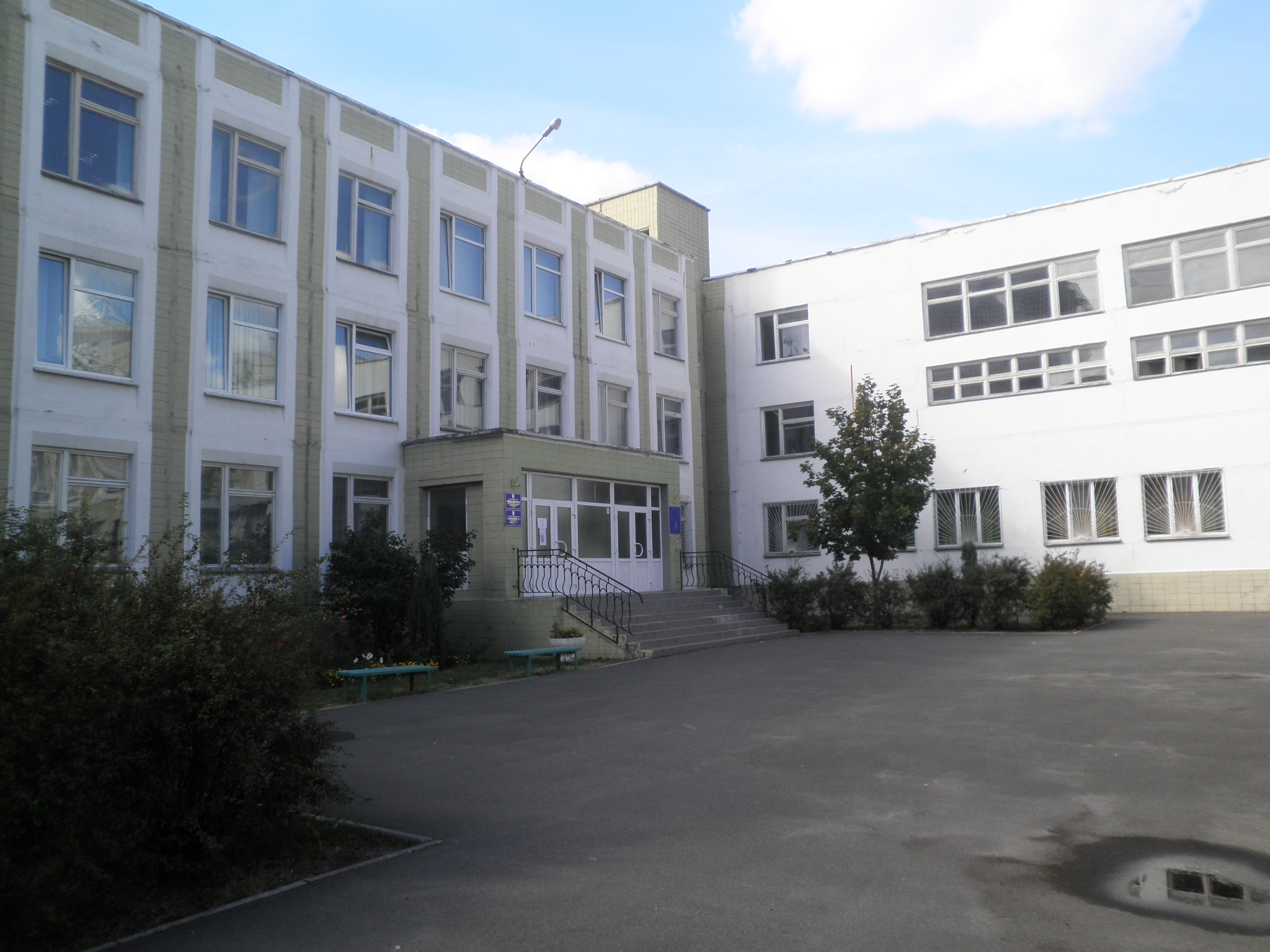
Гімназія № 315